# Sully (Iowa)
Sully és una població dels Estats Units a l'estat d'Iowa. Segons el cens del 2000 tenia 904 habitants.

## Demografia
Segons el cens del 2000, Sully tenia 904 habitants, 348 habitatges, i 271 famílies. La densitat de població era de 671,2 habitants/km².
Dels 348 habitatges en un 36,2% hi vivien nens de menys de 18 anys, en un 71,8% hi vivien parelles casades, en un 3,4% dones solteres, i en un 22,1% no eren unitats familiars. En el 21% dels habitatges hi vivien persones soles el 14,1% de les quals corresponia a persones de 65 anys o més que vivien soles. El nombre mitjà de persones vivint en cada habitatge era de 2,6 i el nombre mitjà de persones que vivien en cada família era de 3,03.
Per edats la població es repartia de la següent manera: un 28,5% tenia menys de 18 anys, un 6,3% entre 18 i 24, un 26,2% entre 25 i 44, un 18,9% de 45 a 60 i un 20% 65 anys o més.
L'edat mediana era de 39 anys. Per cada 100 dones de 18 o més anys hi havia 93,4 homes.
La renda mediana per habitatge era de 47.344 $ i la renda mediana per família de 54.018 $. Els homes tenien una renda mediana de 36.563 $ mentre que les dones 25.446 $. La renda per capita de la població era de 19.506 $. Entorn de l'1,1% de les famílies i l'1,9% de la població estaven per davall del llindar de pobresa.

## Poblacions més properes
El següent diagrama mostra les poblacions més properes.